# Pan gallego

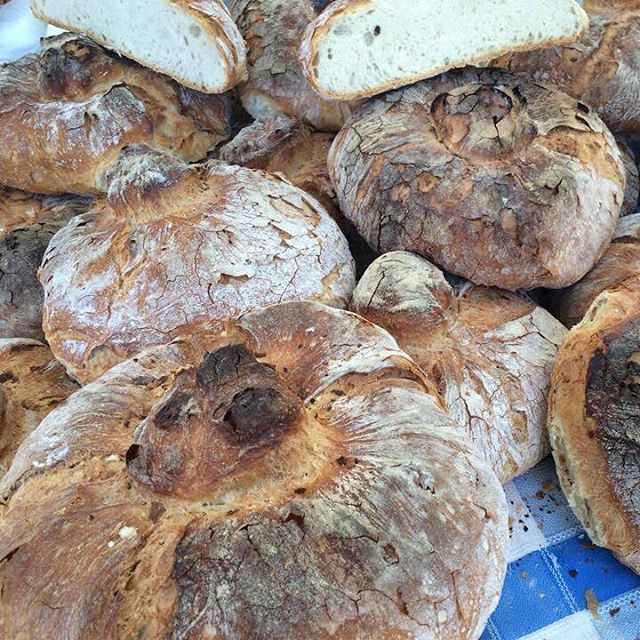
IGP Pan de Galicia

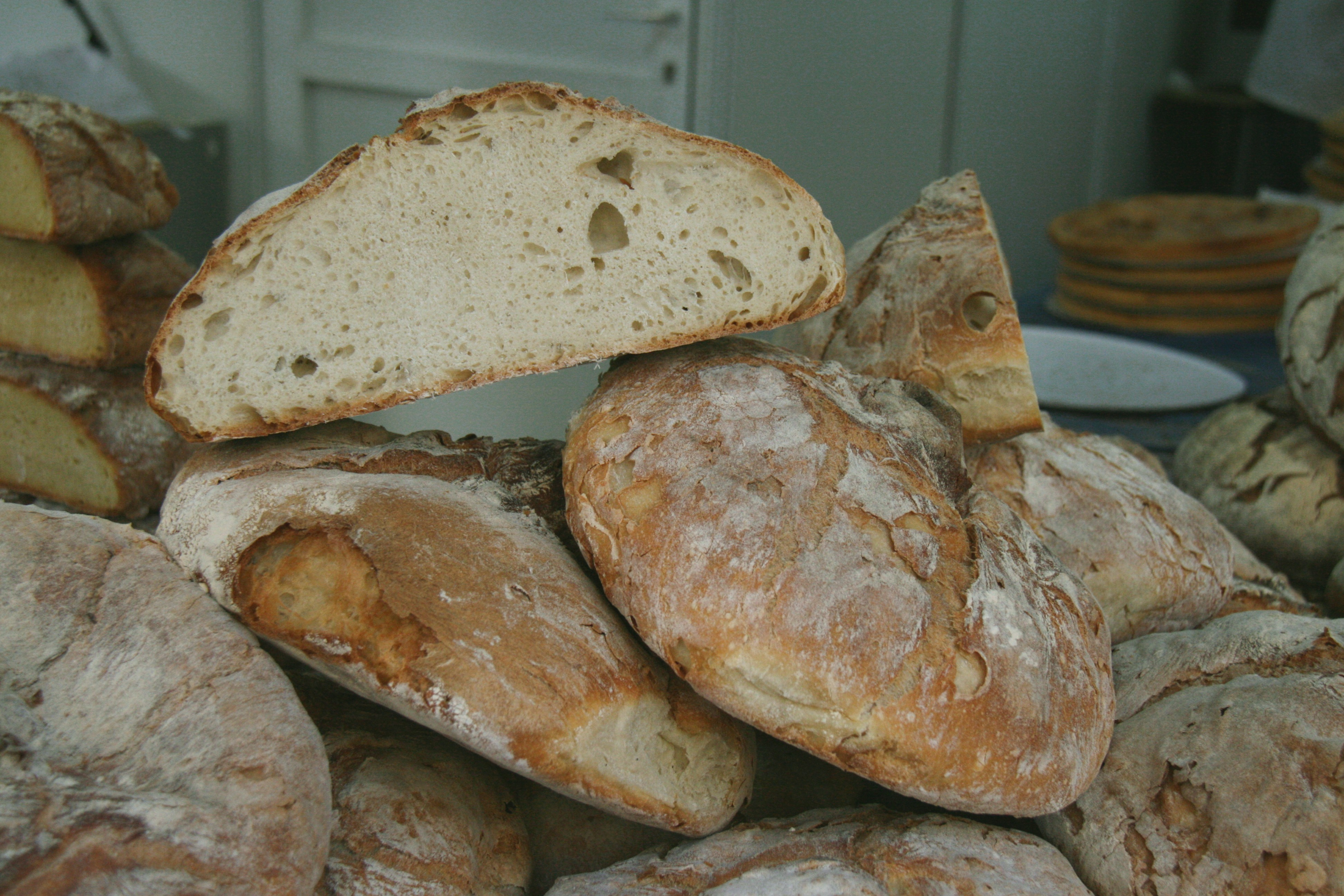
Pan de trigo de Galicia

El pan gallego (pan galego o pan do país) es el pan que tradicionalmente se produce en Galicia, comunidad autónoma de España, reconocido como indicación geográfica protegida (IGP) desde el 20 de diciembre de 2019. Contiene harina de trigo blando autóctono de Galicia, llamado «trigo del país», mezclado con harina de fuerza de trigo foráneo, normalmente castellano (Triticum aestivum), además de agua, masa madre (a veces ayudado de fermento) y sal. Se caracteriza por una alta hidratación, lo que le proporciona una miga esponjosa con un alveolado abundante e irregular y un color crema pálido a blanco oscuro. Además, posee un sabor intenso y ligeramente ácido, gracias a un prolongado tiempo de fermentación. Su corteza es enharinada, aromática, muy crujiente, y de color dorado a marrón oscuro.

## Características
Por su tipo de masa se considera un pan de flama. A diferencia de los panes candeales más típicos de Castilla y el Sur, los panes del país o panes gallegos tienen una corteza más tostada y una mayor cantidad de agua en su masa. La adición de agua se hace de manera muy progresiva hasta alcanzar porcentajes elevados de hidratación, a veces hasta un 90%; esto es, 90 g de agua por cada 100 g de harina. La masa resultante es muy líquida y difícil de manejar, por lo que no es una receta apta para panaderos noveles.
El tiempo de reposo del prefermento puede ser de entre 5 y 7 h. Los tiempos de reposo en bloque de la masa, el formado manual y la cocción sobre piedra refractaria también son factores que determinan sus propiedades organolépticas.
Es uno de los panes más apreciados en España por su gran calidad.

## Protección y promoción
El pan gallego tiene un área de producción tan amplia, que abarca toda la Comunidad Autónoma de Galicia. Sin embargo, no todo el pan hecho en esta región puede figurar bajo la protección IGP Pan Gallego, ya que se debe cumplir con unos criterios de elaboración fijados por ley.
En 2020 se estimó que tan solo el 10% de los habitantes de Galicia consumen regularmente el «pan gallego».

## Formatos de pan
Las diferentes formas de pan gallego están estandarizadas de la siguiente forma:
- La barra tiene entre 40 y 60 cm de largo y un peso de 300 g
- La bola o torta tiene forma aplanada y redonda, y un peso variable de 250 o 500 g, 1 kg o incluso más. Dependiendo del lugar se llama de una forma o de otra, y tradicionalmente se cuecen antes que los bolos.
- El bolo o fogaza tiene una forma redonda e irregular, más o menos el mismo largo que ancho, y encima puede rematarse con una especie de moño o greñarse. El peso varía entre 250 o 500 g, 1 kg, 1'5 kg o incluso más. También hay bolos más largos que anchos.
- La rosca tiene forma irregular de aro aplanado, con un peso variable de 250 o 500 g, 1 kg o incluso más.